# Angeliki Nikolopulu
Angeliki Nikolopulu (grec. Αγγελική Νικολοπούλου; ur. 2 maja 1991 w Atenach) – cypryjsko-grecka koszykarka, występująca na pozycji rozgrywającej, reprezentantka Grecji, od 2017 zawodniczka Olympiakosu Pireus.

## Osiągnięcia
Stan na 9 kwietnia 2025, na podstawie, o ile nie zaznaczono inaczej.

### Drużynowe
- Mistrzyni Grecji (2018–2020, 2022–2024)[3][4][5][6][7][8]
- Wicemistrzyni Grecji (2014, 2021)[9]
- Zdobywczyni Pucharu Grecji (2018, 2019, 2022, 2025)[4][6]
- Finalistka Pucharu Grecji (2011)
- Uczestniczka rozgrywek:
  - Euroligi (2018–2020, 2022/2023)
  - Eurocup (2017/2018, 2019/2020, 2021/2022, 2023/2024)

### Indywidualne
(* – nagrody przyznane przez portal eurobasket.com)
- Największy postęp ligi greckiej (2016, 2017)*[10][11]
- Najlepsza zawodniczka ligi greckiej, występująca na pozycji obronnej (2023)*[7]
- Zaliczona do*:
  - I składu:
    - ligi greckiej (2023)[7]
    - najlepszych zawodniczek krajowych ligi greckiej (2022, 2023, 2024)[6][7][8]

  - II składu ligi greckiej (2021, 2022)[9][6]
  - III składu ligi greckiej (2019)[4]
  - składu honorable mention ligi greckiej (2024)[8]
- Liderka w asystach ligi greckiej (2022 – 5,5, 2023 – 6,4)

### Reprezentacja
Seniorska
- Uczestniczka:
  - mistrzostw:
    - świata (2018 – 11. miejsce)
    - Europy (2015 – 10. miejsce, 2017 – 4. miejsce, 2021 – 16. miejsce)

  - kwalifikacji do mistrzostw Europy (2013, 2015, 2017, 2019, 2021)

Młodzieżowe
- Uczestniczka mistrzostw Europy:
  - U–20 (2016 – 9. miejsce)
  - U–16 (2006 – 14. miejsce, 2007 – 15. miejsce)
  - dywizji B:
    - U–20 (2010 – 8. miejsce)
    - U–18 (2008 – 4. miejsce, 2009)